# Erich von dem Bach-Zelewski
Erich von dem Bach-Zelewski, właściwie Erich Julius Eberhard von Zelewski (ur. 1 marca 1899 w Lauenburg in Pommern, zm. 8 marca 1972 w Monachium-Harlaching) – niemiecki funkcjonariusz organów bezpieczeństwa, wojskowy, pogranicznik i bojówkarz pochodzenia kaszubsko-polskiego, SS-Obergruppenführer, zwierzchnik działań przeciwpartyzanckich w Europie (Chef der Bandenkampfverbände), Dowódca SS i Policji w Prusach Wschodnich i na Śląsku, Wyższy Dowódca SS i Policji w Rosji Środkowej, dowódca XIV i X Korpusu SS oraz pacyfikacji powstania warszawskiego i poseł do Reichstagu z ramienia NSDAP, zbrodniarz wojenny odpowiedzialny za śmierć setek tysięcy cywili. Po wojnie uniknął odpowiedzialności za czyny ludobójcze, skazany na dziesięć lat więzienia w procesie denazyfikacyjnym, później na cztery i pół roku za udział w nocy długich noży i ostatecznie na dożywocie za zabójstwa polityczne niemieckich komunistów, zmarł w więzieniu. Uczestnik I i II wojny światowej oraz rewolucji listopadowej i powstań śląskich.
W latach 1940–1945 posługiwał się nazwiskiem von dem Bach.

## Życiorys

### Polskie pochodzenie von dem Bacha
Erich Julius Eberhard von Zelewski, znany później pod nazwiskiem von dem Bach-Zelewski, wreszcie von dem Bach, urodził się w Lęborku (wówczas Lauenburg) na Pomorzu Gdańskim jako syn inspektora ubezpieczeniowego Ottona Jana von Zelewskiego (1859–1911) i jego żony Elżbiety Eweliny Szymańskiej (Schimansky). Rodzina Ericha wywodziła się ze szlachty kaszubskiej herbu własnego (Żelewski).
Rodzina Ottona Jana von Żelewskiego była niewątpliwie rdzennie polska – stwierdził Marek Dzięcielski, biograf von dem Bacha. Ten sam badacz wykazał, że żaden z jego przodków nie używał przydomka „Bach”. Jeszcze w średniowieczu w Zelewie w pow. wejherowskim osiadła rodzina Bach, która później pisała się Bach Żelewski, ale późniejszy wojskowy niemiecki się z niej nie wywodził. Pochodzenie od tej rodziny przypisał sobie samowolnie, żeby zatrzeć swoje słowiańskie pochodzenie. Po raz pierwszy użył podwójnego nazwiska von dem Bach-Zelewski w 1933, sześć lat później zdecydował się na ostateczne zerwanie śladów, mogących wskazywać na jego pochodzenie. W liście do Heinricha Himmlera z 29 października 1940, tak motywował swoją decyzję: Powołując się na naszą rozmowę podjąłem w większym zakresie badania genealogiczne, aby w rezultacie przestać nosić drugie polskobrzmiące nazwisko. (...) Przywiązuję wagę do tego, aby moi potomkowie, a zwłaszcza moi trzej synowie, mogli w przyszłości wstąpić do SS i w każdej chwili wykazać działania swego przodka, SS-Gruppenführera przeciwko Polsce. Zgodę na zmianę nazwiska uzyskał 28 listopada 1940 i odtąd pisał się von dem Bach. Polskie korzenie potwierdził także biograf von dem Bacha Tomasz Żuroch-Piechowski. Wszyscy znani przodkowie niemieckiego wojskowego byli wyznania rzymskokatolickiego, przez stulecia związanymi z kościołem parafialnym w Strzepczu. Fakt ten był niewygodny dla von dem Bacha, który starał się zacierać ślady swojego pochodzenia. On sam był wyznania ewangelickiego, jednak nie wiadomo, kiedy dokonał konwersji.
Pierwszym uchwytnym źródłowo jego przodkiem był Michał von Żelewski (ok. 1700–1785), właściciel części wsi Milwino, Niepoczołowice i Zakrzewo, żonaty z Anną Zofią von Pirch. Ich synem był Franciszek (ok. 1735–1788), który odziedziczył i powiększył majątek w Niepoczołowicach, poślubił on Ewę von Kętrzyńską. Ich synem był Andrzej Klemens von Żelewski (ur. 1778), właściciel części Niepoczołowic i Zakrzewa, który poślubił Konkordię Wilhelminę Henriettę von Grubba. Ich najstarszy syn Otton August Ludwik Rudolf von Zelewski (ur. 1820 w Zakrzewie, zm. 28 czerwca 1878 w Zęblewie) był dziadkiem von dem Bacha. W 1855 w rzymskokatolickim kościele parafialnym w Strzepczu poślubił on Antonię Fryderykę z d. von Żelewską. Jednym z ich potomków był Otton Jan von Żelewski (ur. 19 maja 1859 w Zęblewie, zm. 12 kwietnia 1911 w Dortmundzie), który ok. 1890 poślubił Elżbietę Ewelinę Szymańską. Miał z nią trzy córki i trzech synów, w tym Ericha Juliusa Eberharda von Zelewskiego. Rodzina Ottona Jana była mocno zubożała, on sam często zmieniał miejsce zamieszkania w poszukiwaniu pracy. W niektórych opracowaniach niesłusznie podaje się, że wywodził się z warstwy junkrów pruskich, niemieckiej arystokracji. Jest to legenda, którą rozpowszechniał sam von dem Bach-Zelewski, który 28 listopada 1940 uzyskał zgodę na oficjalną zmianę nazwiska na von dem Bach. Jego ojciec z powodów finansowych zmuszony był sprzedać rodzinny dworek i podjął się pracy kupca, kiedy Erich miał dwanaście lat jego ojciec zmarł, przez co on i jego rodzeństwo zostali umieszczeni w rodzinach zastępczych. W tym okresie mieszkał w miejscowości Biała Piska w ówczesnych Prusach Wschodnich.

### Kariera
9 listopada 1914 Erich von Zelewski, w wieku 15 lat, wstąpił na ochotnika do armii cesarskiej. Walczył na froncie I wojny światowej, kolejno w 176 pułku piechoty, a następnie w 10 pułku grenadierów śląskich. Był dwukrotnie ranny, otrzymując Żelazny Krzyż I oraz II klasy, oraz liczne odznaczenia za odwagę. W 1916, w wieku 17 lat, uzyskał stopień podporucznika. Po zakończeniu wojny służył we Freikorpsie i w Reichswehrze (walczył przeciwko Polakom w powstaniach śląskich, za co został odznaczony „Schlesischer Adler” – Śląskim Orłem I i II klasy). Zawodową służbę wojskową w Reichswehrze pełnił do 1924. Był członkiem organizacji Stahlhelm oraz Deutschvölkischer Schutz und Trutzbund.
Od 1924 do 1930 znajdował się w niemieckiej straży granicznej (Zollgrenzdienst), wypełniając zadania na pograniczu Polski – w rejonie Śląska Opolskiego oraz na Mazurach. W 1930 został członkiem NSDAP, a w 1931 także SS. Następnie od 1934 pełnił funkcję Dowódcy SS i Policji w Prusach Wschodnich, a od czerwca 1938 na Dolnym i niemieckiej części Górnego Śląska do roku 1939, potem na terenie całego historycznego Śląska. W latach 1932–1944 von dem Bach reprezentował okręg wrocławski jako poseł do Reichstagu.

### Akcje pacyfikacyjne i deportacyjne w Polsce
Po agresji III Rzeszy na Polskę 1 września 1939 nie brał bezpośredniego udziału w walkach kampanii wrześniowej, natomiast w czasie jej trwania podległe mu formacje policyjne ze Śląska uczestniczyły w akcjach pacyfikacyjnych i terrorystycznych na zajętych terenach polskich.
W październiku 1939 został pełnomocnikiem Heinricha Himmlera do spraw umacniania niemczyzny na wcielonym po kampanii wrześniowej do III Rzeszy polskim Górnym Śląsku. Rezydował wówczas w Katowicach, które stały się centrum niemieckiej administracji. Jego zadaniem było organizowanie przesiedleń miejscowej ludności i umieszczanie na jej miejscu osadników niemieckich. W okresie od września do grudnia 1940 oddziały von dem Bacha, w ramach tzw. Saybuscher Aktion, zmusiły do opuszczenia miejsc zamieszkania ok. 17,5 tysiąca Polaków (liczba zarejestrowana w dokumentach niemieckich, z planowanych 20 000 Polaków do wysiedlenia) w rejonie Żywca (historyczne ziemie małopolskie), których przymusowo wysłano do Generalnego Gubernatorstwa. W ich miejsce sprowadzono ok. 600-800 rodzin niemieckich górników z Galicji, którzy przejęli polskie gospodarstwa z całym mieniem (wysiedlani Polacy mieli możliwość zabrania jedynie bagażu ręcznego). Von dem Bach osobiście nadzorował operację przesiedleńczą, objeżdżając Żywiecczyznę i nadzorując sprawny przebieg wysiedleń.
Pod koniec 1939 wystąpił do Himmlera (jako Dowódca SS i Policji we Wrocławiu), za pośrednictwem podległego mu SS-Obersturmbannführera Arpada Wiganda), z propozycją utworzenia w Oświęcimiu obozu koncentracyjnego dla 10 000 więźniów. Skutkiem tego było powstanie w czerwcu 1940 obozu Auschwitz-Birkenau.

### Akcje ludobójcze i pacyfikacyjne w ZSRR

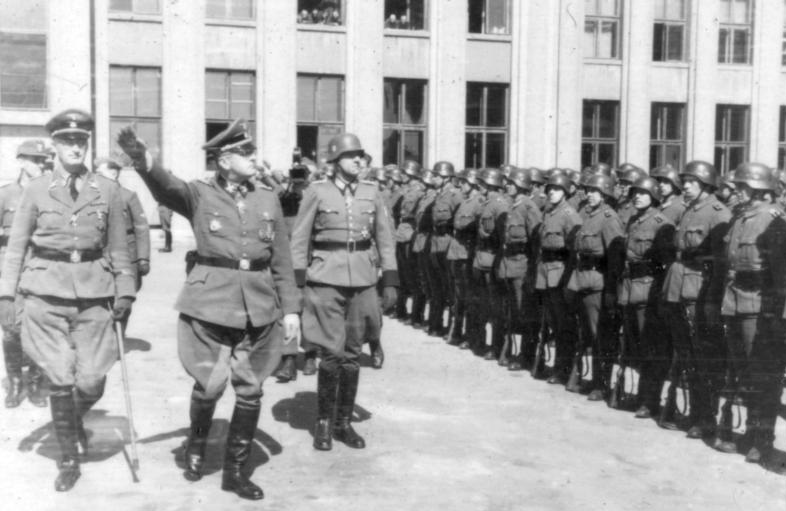
Bach-Zelewski podczas parady Ordnungspolizei na Placu Lenina w Mińsku (1943)

22 czerwca 1941, w dniu napaści Niemiec na ZSRR, został mianowany wyższym dowódcą SS i Policji w regionie działania Armii „Środek” (Heeresgruppe Mitte). W przyszłości miał zostać Wyższym Dowódcą SS i Policji w Moskwie, co w wyniku klęski III Rzeszy nigdy nie nastąpiło. Do końca 1942 von dem Bach dowodził natomiast jednostkami SS i policji przydzielonymi do Armii „Środek”, które zajmowały się eksterminacją ludności żydowskiej. Między innymi kierował masakrami Żydów w Mińsku i Mohylewie na Białorusi. Sprawował także formalne dowodzenie akcją eksterminacyjną na bagnach Prypeci, podczas której żołnierze Brygady Kawalerii SS zamordowali od 24 tys. do 30 tys. cywilów, w większości Żydów. W styczniu 1942, w związku z tymi zbrodniami, dostał nawet rozstroju nerwowego i do służby powrócił dopiero w lipcu 1942.
10 czerwca 1943 mianowany przez Heinricha Himmlera pełnomocnikiem do spraw zwalczania partyzantki w okupowanej Europie (Chef der Bandenkampfverbände). W okresie po mianowaniu na to stanowisko, podległe mu formacje zbrojne zwalczające ruch partyzancki dopuściły się masowych zbrodni na terenach ZSRR i Polski. W sumie oblicza się, że von dem Bach jest odpowiedzialny za śmierć ok. 230 tysięcy ludzi w krajach bałtyckich, na Białorusi i we wschodniej Polsce.

### Pacyfikacja powstania warszawskiego

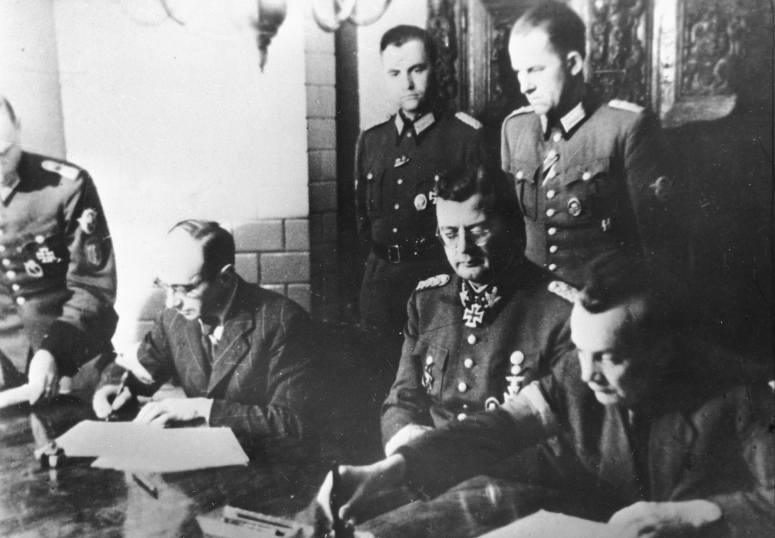
Bach-Zelewski podczas ceremonii podpisania „Układu o zaprzestaniu działań wojennych w Warszawie”

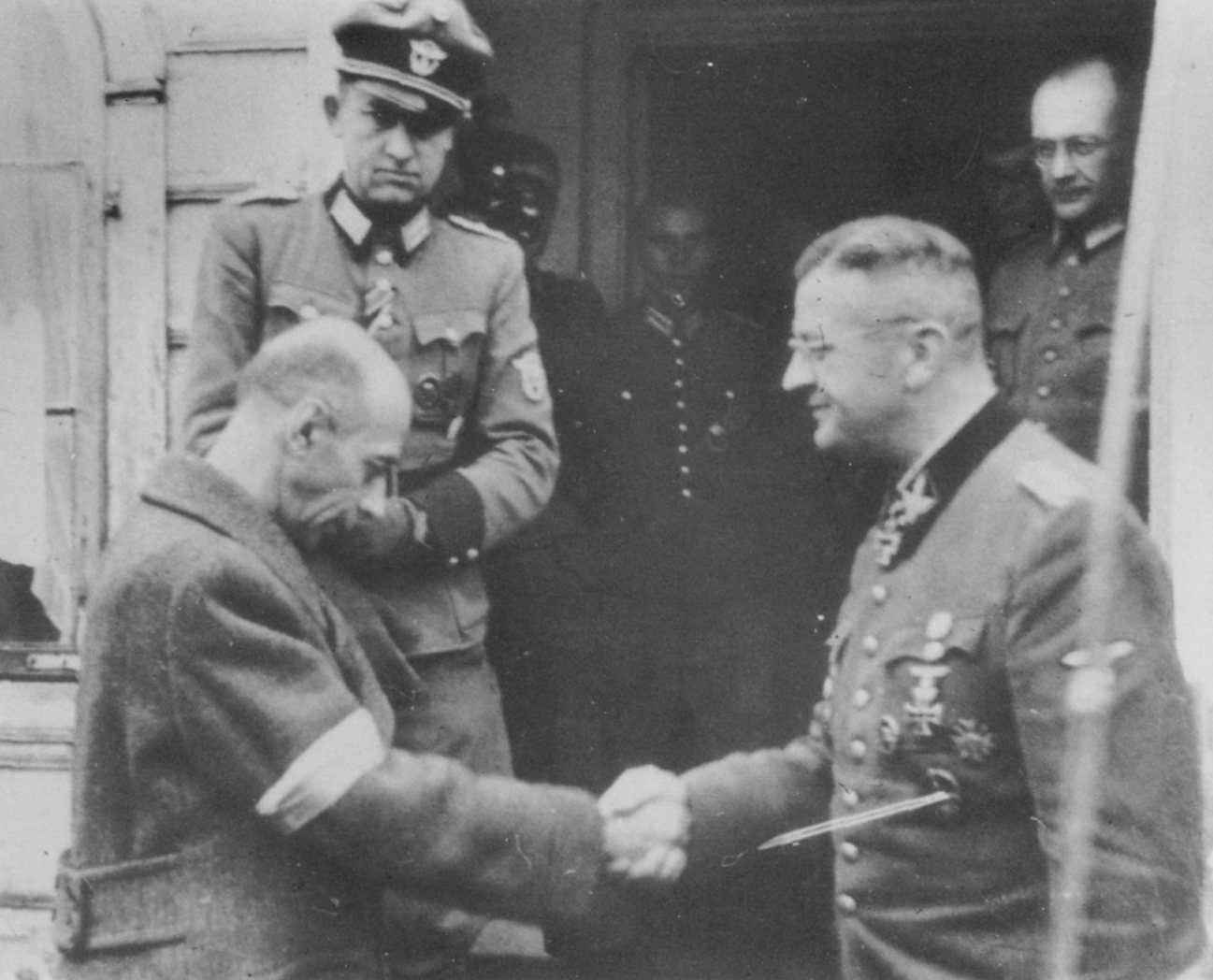
Spotkanie Bacha-Zelewskiego z Komendantem Głównym AK, generałem Tadeuszem Borem-Komorowskim. Ożarów, 4 października 1944

1 sierpnia 1944 von dem Bach przebywał w sopockim Grand Hotelu, po wybuchu powstania warszawskiego został mianowany przez Heinricha Himmlera na dowódcę oddziałów SS skierowanych (zgodnie z dyrektywą Hitlera) do jego stłumienia. Do Sochaczewa pod Warszawą przybył prawdopodobnie wieczorem 5 sierpnia, choć na procesie w Norymberdze utrzymywał, że stało się to dopiero w połowie sierpnia. Oddziały SS i tzw. Osttruppen pod komendą von dem Bacha dopuściły się zbrodni wojennych na ludności cywilnej Warszawy (głównie podczas masakry na Woli i Ochocie), za które jest odpowiedzialny von dem Bach jako dowódca Korpsgruppe von dem Bach. Wieczorem 5 sierpnia von dem Bach doprowadził do złagodzenia eksterminacyjnego rozkazu Hitlera, zakazując mordowania kobiet i dzieci, które miały być odtąd kierowane do obozu
przejściowego w podwarszawskim Pruszkowie. 12 sierpnia Bach jeszcze bardziej złagodził rozkaz Hitlera poprzez wydanie zakazu mordowania polskich mężczyzn – cywilów. Mimo to niektóre oddziały niemieckie nadal dopuszczały się zbrodni na ludności cywilnej i wziętych do niewoli powstańcach.
Oblicza się, że z 150–200 tysięcy cywilnych ofiar powstania, aż 65 tysięcy zginęło w masowych egzekucjach.
Po 2 miesiącach ciężkich walk powstańcy skapitulowali. Von dem Bach osobiście potwierdził swoją odpowiedzialność za zbrodnicze działania wojsk niemieckich w trakcie pacyfikacji powstania warszawskiego, które podlegały mu w czasie gdy nimi dowodził – zeznania te złożył przed polskim prokuratorem przesłuchującym go na przełomie stycznia i lutego 1946 w Norymberdze.
Von dem Bach przypisywał sobie zasługę przekonania Hitlera do uznania AK za stronę walczącą i przyznania powstańcom praw kombatanckich. W imieniu dowództwa niemieckiego podpisał 2 października 1944 w swojej kwaterze w Ożarowie akt zaprzestania działań wojennych w Warszawie (ze strony polskiej podpisali go Kazimierz Iranek-Osmecki i Zygmunt Dobrowolski).
Von dem Bach otrzymał Krzyż Rycerski za przeprowadzenie tej operacji (Warszawa została zburzona w znacznej części), w szczególności Hitler docenił (nadane odznaczenie) bezwzględność wobec ludności cywilnej miasta. 11 października 1944 został przeniesiony do Budapesztu. Następnie awansował na dowódcę X Korpusu Armijnego SS, lecz stanowisko to piastował jedynie od 26 stycznia do 10 lutego 1945, gdyż jego oddziały zostały błyskawicznie rozbite przez aliantów. W późniejszym okresie został mianowany dowódcą Korpusu Odrzańskiego w ramach Grupy Armii Wisła.

### Procesy powojenne
Gdy klęska III Rzeszy stała się nieunikniona, próbował się ukryć, lecz 1 sierpnia 1945 został aresztowany przez Amerykanów. W zamian za zeznania przeciwko swoim byłym przełożonym w trakcie procesu głównych zbrodniarzy hitlerowskich przed Międzynarodowym Trybunałem Wojskowym w Norymberdze, władze amerykańskie odmówiły ekstradycji von dem Bacha do Polski lub ZSRR. 26 stycznia 1946 został przesłuchany przez prokuratora KRN Jerzego Sawickiego. W 1947 roku został „wypożyczony” przez Amerykanów i składał zeznania w Warszawie na procesie gubernatora dystryktu warszawskiego Ludwiga Fischera. W 1949 opuścił areszt, a w 1951 Izba denazyfikacyjna w Monachium skazała go na 10 lat obozu pracy, jednak szybko karę zamieniono na areszt domowy.
W 1961 został ponownie aresztowany i za udział w „nocy długich noży” skazany na 4,5 roku pozbawienia wolności. Podczas procesu w 1961 zadeklarował, iż nie wierzy w odpowiedzialność Hitlera za popełnione zbrodnie, stwierdzając m.in.: „Byłem do końca człowiekiem Hitlera. I jestem do dziś jeszcze przekonany o jego niewinności”. Oskarżony ponownie już w 1962 o morderstwo 6 niemieckich komunistów został w 1963 skazany przez sąd w Norymberdze na dożywocie, nie odpowiadając przed sądem za zbrodnie ludobójstwa. Zmarł w szpitalu więziennym na przedmieściach Monachium (München-Harlaching) 8 marca 1972. Za swoje zbrodnie wobec ludności cywilnej ZSRR i Polski nigdy von dem Bach nie poniósł odpowiedzialności.
Von dem Bach twierdził, iż pomógł w popełnieniu samobójstwa Hermannowi Göringowi w 1946, przekazując mu kapsułkę z cyjankiem. Alianci nigdy nie skomentowali tych twierdzeń, ale i nie oskarżyli von dem Bacha o udział w śmierci Göringa. Obecnie większość historyków odrzuca tę wersję wydarzeń.
Z czasów wojny zachował się spisywany na gorąco przez von dem Bacha „Dziennik wojenny” (Kriegstagebuch), który obecnie przechowywany jest w archiwum federalnym w Koblencji.

### Życie rodzinne
Ożenił się w 1922 z Ruth Apfeld, miał trzy córki (Giesele, Ines, Ilse) i trzech synów (Heinrich, Ludolf, Eberhard). W 1947, będąc więźniem w Norymberdze wziął z żoną katolicki ślub kościelny. W 1957 roku dwaj synowie Ericha – Heinrich i Eberhard – wyemigrowali do USA. Eberhard von dem Bach wstąpił do amerykańskiej armii, pracował w armii jako komisarz ds. organizacyjnych. Syn Ludolfa, wnuk Ericha, podpułkownik Volker von dem Bach, służy w Bundeswehrze.